# السرو (مناخة)

تعديل مصدري - تعديل

السرو هي إحدى قرى عزلة حصبان بمديرية مناخة التابعة لمحافظة صنعاء، بلغ تعداد سكانها 196 نسمة حسب تعداد اليمن لعام 2004.